# Mazda MX-5 RF Kuro
La Mazda MX-5 RF Kuro est un concept car du constructeur automobile japonais Mazda, présenté au SEMA Show de Las Vegas en 2016.
Il s'agit d'une des deux variantes présentées simultanément cette année là par Mazda à l'occasion du salon Américain de la personnalisation automobile, l'autre variante étant la Mazda MX-5 Speedster Evolution. Ils succèdent aux concepts présentés en 2015 par Mazda au SEMA, les MX-5 Spyder et MX-5 Speedster.
Ces deux modèles se basent sur le cabriolet Mazda MX-5 Miata ND de quatrième génération, elles adoptent le langage stylistique Kodo de Mazda, l'âme du mouvement.
La MX-5 RF Kuro est présentée dans une teinte charcoal gray qui signifie gris charbon, d'où son nom Kuro pour charbon en Japonais. Elle inaugure un toit en dur rétractable dit RF pour Retractable Fastback et rompt radicalement avec le cabriolet conventionnel en proposant un coupé-cabriolet qui donnera naissance à la Mazda MX-5 RF de série.